# Bernard Lahire
Bernard Lahire (Lyon, Francia, 9 de noviembre de 1963) es un sociólogo francés, profesor de sociología en la École Normale Supérieure de Lyon y director del equipo de Disposiciones, Poderes, Culturas y Socializaciones del Centro Max-Weber (CNRS). 
Su trabajo se ha centrado sucesivamente en la producción del fracaso escolar en la escuela primaria, los modos populares de apropiación de la palabra escrita, los éxitos escolares en los círculos populares, las diferentes formas de estudiar en el espacio de la escuela. La educación superior, la historia del problema social llamado "analfabetismo", las prácticas culturales de los franceses, las condiciones de vida y la creación de escritores, la obra de Franz Kafka, la historia de las relaciones entre el arte y la dominación en Occidente y los sueños 
Su trabajo conduce a una teoría de la acción que es a la vez disposicional y contextualista , una reflexión que contribuye a la especificación y matiz de la teoría de campo y la teoría del habitus desarrollada por Pierre Bourdieu basada en el concepto de "juego social" y Una reflexión epistemológica sobre las ciencias sociales y sus funciones sociales. También formuló propuestas para la enseñanza de las ciencias sociales desde la escuela primaria (L'esprit sociologique, 2005).

## Carrera universitaria
En 1990, defendió su tesis sobre sociología del fracaso escolar en la escuela primaria.  Su tesis titulada Formas sociales de las escrituras y Formas sociales orales: Un análisis sociológico del fracaso escolar fue escrito bajo la dirección de Guy Vincent.
De 1992 a 1994, es profesor de sociología. 
De 1994 a 2000, es profesor de sociología en la Universidad Lumière Lyon 2 y de 1995 a 2000 es miembro del Instituto Universitario de Francia . 
Es profesor de sociología en la Ecole Normale Supérieure de Lyon desde 2000, fue director del Grupo de Investigación sobre Socialización (UMR 5040 CNRS) de 2003 a 2010, antes de convertirse en Director Adjunto del Centro Max-Weber , desde 2011 hasta 2018. 
Dirige la colección "Laboratoire des sciences sociales" en Éditions La Découverte desde 2002. 
Fue profesor visitante (investigador asociado) en la Universidad de California en Berkeley (Instituto para el Estudio del Cambio Social), en febrero-marzo de 1997, profesor visitante en la Universidad de Lausana (Suiza), en 1997-1998. profesor visitante en la "Cátedra Jacques - Leclercq" en la Universidad Católica de Lovaina (Bélgica) en marzo de 2000, profesor en la Universidad de Ginebra (Suiza) en 2002-2003, profesor visitante en la Universidad Nacional de La Plata en junio de 2008 (Argentina), profesor visitante en el Instituto Universitario de Pesquisas de Río de Janeiro (IUPERJ) y en la Universidad Juiz de Fora (Brasil) en agosto-septiembre de 2008 y profesor visitante en la Universidad de Recife (Brasil) en noviembre de 2009. 
Es laureado de la Cátedra Claude-Lévi-Strauss del Estado de São Paulo, en la Universidad de São Paulo (USP), en noviembre-diciembre de 2011 y en septiembre-noviembre de 2012.

## Distinciones
- Medalla de plata del CNRS (2012).[4]
- Caballero de la Legión de Honor, a propuesta del Ministerio de Cultura de Francia (2012)
- Premio de la Escritura Social por su obra, En los pliegues peculiares de lo social (2014).[5]
- Caballero en la Orden de las Artes y las Letras (Orden de 9 de julio de 2014).[6]
- Miembro sénior del Institut Universitaire de France (2016).
- Doctor Honoris causa de la Universidad Veracruzana (Veracruz, México) (2019).

## Publicaciones
- L'« illettrisme » en questions, Lyon, PUL, 1992 (2da impresión en 1994).
- Culture écrite et inégalités scolaires : sociologie de l'« échec scolaire » à l'école primaire, Lyon, Presses universitaires de Lyon, 1993
- La raison des plus faibles : rapport au travail, écritures domestiques et lectures en milieux populaires, Lille, PUL, 1993
- Tableaux de familles : heurs et malheurs scolaires en milieux populaires, Paris, Gallimard/Seuil, 1995 traducido en Brasil)
- Les manières d'étudier, Paris, La Documentation française, 1997
- L'Homme pluriel. Les ressorts de l'action, Paris, Nathan, 1998 (traducido en España, Brasil, Portugal, Rumania, Reino Unido y Japón)
- L'invention de l'illettrisme : rhétorique publique, éthique et stigmates, Paris, La Découverte, 1999
- Le travail sociologique de Pierre Bourdieu : dettes et critiques, Paris, La Découverte, 1999 (traducido en Argentina)
- Portraits sociologiques ; dispositions et variations individuelles, Paris, Nathan, 2002 (traducido en Brasil)
- À quoi sert la sociologie ?, Paris, La Découverte, 2002 (traducido en Argentina)
- Sociologia de la lectura, Barcelona, Gedisa, 2004
- (2004) La culture des individus : dissonances culturelles et distinction de soi, Paris, La Découverte, 2004 (traducido en Brasil)
- L'esprit sociologique, Paris, La Découverte, 2005 (traducido en Argentina)
- La Condition littéraire. La double vie des écrivains, Paris, La Découverte, 2006 (traducido en Alemania)
- La raison scolaire : école et pratiques d'écriture, entre savoir et pouvoir, Rennes, Presses universitaires de Rennes, coll. « Paideia », 2008
- (avec C. Rosental) La cognition au prisme des Sciences sociales, Paris, Éditions des archives contemporaines, 2008
- Franz Kafka : éléments pour une théorie de la création littéraire, Paris, La Découverte, 2010
- Ce qu'ils vivent, ce qu'ils écrivent : mises en scène littéraires du social et expériences socialisatrices des écrivains, Paris, Éditions des archives contemporaines, 2011
- Monde pluriel : penser l'unité des sciences sociales, Paris, Seuil, coll. « Couleur des idées », 2012 (traducido al japonés y árabe)
- Dans les plis singuliers du social : individus, institutions, socialisations, Paris, La Découverte, 2013
- Ceci n'est pas qu'un tableau : essai sur l'art, la domination, la magie et le sacré, Paris, La Découverte, 2015
- Pour la sociologie : et pour en finir avec une prétendue « culture de l'excuse », Paris, La Découverte, 2016
- L'interprétation sociologique des rêves, Paris, La Découverte, 2018

## Filmografía
- 2012 : Penser Critique, kit de survie éthique et politique pour situations de crise(s) de Thomas Lacoste[7]